# Varietățile regionale ale limbii franceze
Conform interpretării din secolul al XXI-lea, varietăți regionale ale limbii franceze sunt considerate ansamblurile de particularități cu care este folosită limba complet formată și însușită de toți vorbitorii din Francofonie, în diferitele teritorii din lume ale acesteia. Aceste varietăți nu se confundă cu graiurile numite tradițional patois în franceză, vorbite pe teritoriul din Franța al limbii franceze din Evul Mediu până prin secolul al XIX-lea, și care practic au dispărut. Varietățile regionale ale limbii franceze actuale nu se confundă nici cu celelalte limbi oïl vorbite în jumătatea de nord a Franței, care n-au dispărut total, și care sunt considerate oficial limbi regionale, împreună cu alte limbi romanice din afara grupului oïl și cu alte limbi neromanice.
Varietățile regionale pot fi raportate la limba standard, dar și la o franceză generală formată din trăsăturile comune tuturor francofonilor.
Una sau alta din varietățile regionale ale francezei nu constă numai din trăsături regionale, ci este vorba în esență de franceza generală, în care sunt prezente elemente regionale în număr mai mic sau mai mare în funcție de regiune, de vorbitor și de lexicul unui domeniu sau al altuia.
Printre cuvintele regionale se pot deosebi unele care corespund numai unor realități regionale și altele, care denumesc realități generale. Un exemplu din prima categorie este cuvântul traboule din Lyon, care denumește o străduță ce leagă o stradă mai mare de alta trecând printr-un grup de case, iar din cealaltă categorie – cuvântul banque (în franceza standard „bancă”), care înseamnă „tejghea” în partea de centru-est și de sud-est a Franței. Trăsăturile regionale sunt de patru feluri:
- arhaism provenind din franceza deja generală, care poate fi un cuvânt dispărut complet din limba standard sau care se folosește în varietatea teritorială cu un sens dispărut din standard, o trăsătură fonetică sau gramaticală dispărută din standard;
- un element provenind dintr-un idiom deja dispărut în regiunea respectivă;
- un cuvânt împrumutat sau alt fenomen de limbă împrumutat, inclusiv un calc;
- o inovație apărută local, care nu există în standard: o schimbare fonetică sau gramaticală, un cuvânt format, o inovație frazeologică, semantică sau pragmatică.

Un cuvânt regional poate fi folosit simplu ca sinonim al unui cuvânt standard, paralel cu acesta, de exemplu corespunzătoarele cuvântului „afină”: airelle în sudul Franței (ex. ramasser des airelles „a culege afine”) și cuvântul standard myrtille provenind din nordul Franței (ex. acheter une tarte aux myrtilles „a cumpăra o tartă cu afine”). Însă un cuvânt regional poate fi folosit și atunci când este considerat mai potrivit față de unul standard:
- când un cuvânt standard este simțit ca prea abstract, de exemplu échelle care înseamnă „scară” de orice fel. De aceea, în zona Lyonului, pentru scară folosită la culesul cireșelor, care are o formă specifică, se folosește cuvântul specific écharasson;
- când trebuie denumită o realitate specifică, exemplu cuvântul traboule menționat mai sus;
- când un cuvânt regional este simțit ca fiind mai expresiv decât echivalentul său comun, pentru că se bazează pe o metaforă, de exemplu nez de chat (literal „nas de pisică”), folosit în vestul Franței, între Loara și Gironde, în loc de coulemelle „pălăria șarpelui”.

În diverse teritorii ale limbii franceze sunt și elemente, în principal cuvinte, care sunt specifice pentru anumite state. Astfel sunt denumirile unor instituții. De exemplu, „liceului” din România îi corespund lycée în Franța, athénée în Belgia, gymnase în Elveția și cégep în Québec.

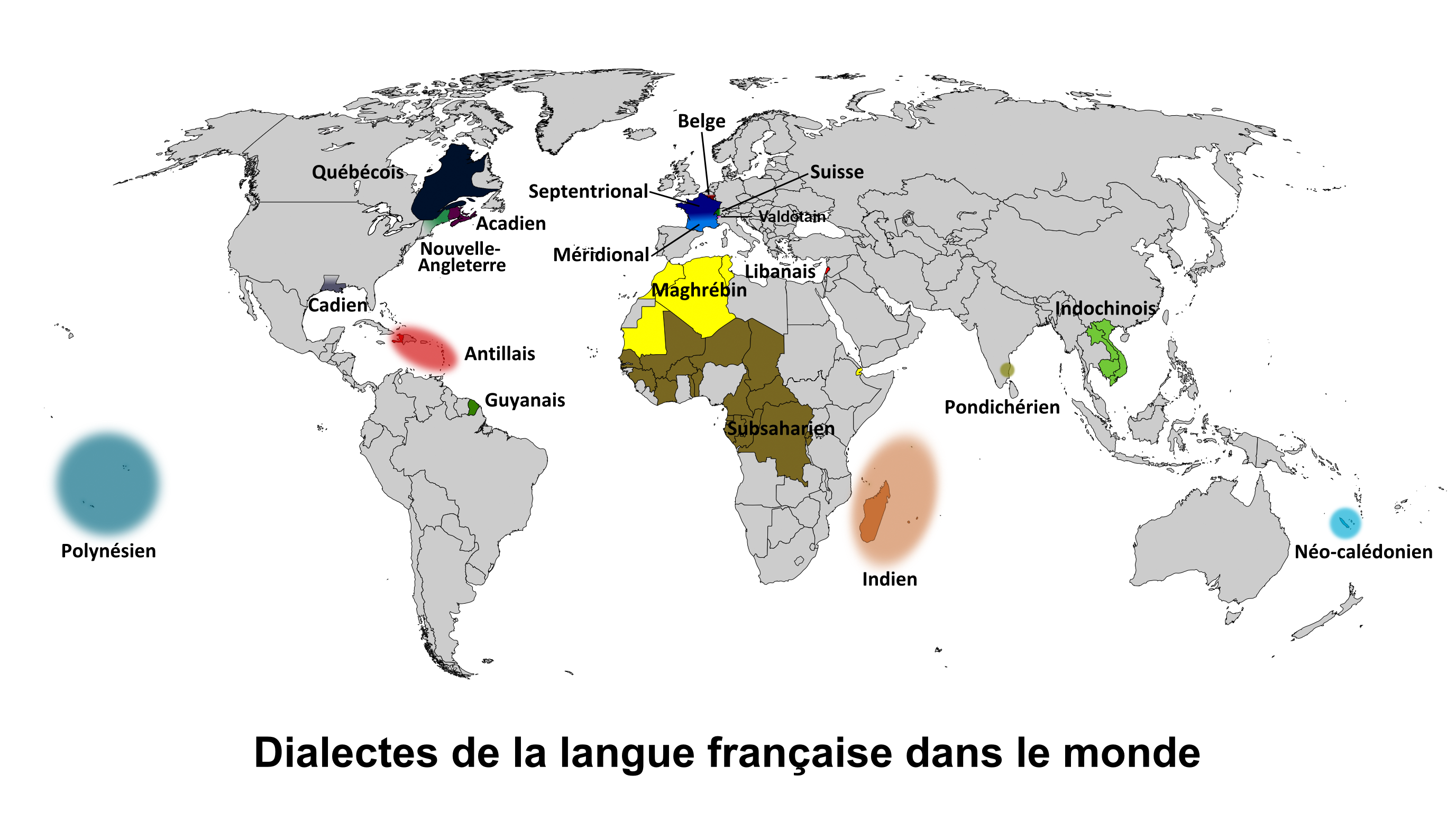
Principalele varietăți și grupuri de varietăți regionale ale limbii franceze

## Varietățile regionale
Franceza are foarte multe varietăți regionale. Principalele varietăți și grupuri de varietăți sunt următoarele (reprezentate pe harta de mai sus):
- în Europa:
  - în Franța:
    - de nord;
    - de sud;

  - belgiană;
  - elvețiană;
- în America:
  - în Canada:
    - din provincia Québec;
    - din provincia Terre-Neuve-et-Labrador;
    - acadiană (în principal în provincia Noul Brunswick);
    - din Ontario;

  - cadiană (în statele americane Louisiana și Missouri, precum și în regiunea New England);
  - antileză (în Haiti, Guadelupa și Martinica);
  - guyaneză;
- în Africa:
  - din Magreb (în Mauritania, Maroc, Algeria și Tunisia);
  - din Africa Subsahariană (mai ales în fostele colonii franceze și belgiene);
- din Oceanul Indian (în Madagascar și pe insulele care au aparținut cândva sau încă aparțin Franței);
- în Asia:
  - libaneză;
  - din Puducherry (în India);
  - indochineză (în Vietnam, Laos și Cambodgia);
- în Oceania:
  - din Noua Caledonie;
  - polineziană

Fiecare dintre cele de mai sus se subîmparte în alte varietăți regionale. De exemplu, în cea din sudul Franței este o varietate lyoneză, în cea din Québec una montréaleză, în cea din Antile una haitiană, în cea din Oceanul Indian una din Mauritius etc.

## Varietăți din nordul Franței
Particularitățile acestor varietăți se datorează mai ales limbilor vorbite altădată sau și în prezent în această parte a Franței. Drept exemplu, prezentăm în continuare specificitățile fonetice ale varietății vorbite în regiunea orașului Lille (după abrevierea „vs.” este dată pronunțarea standard):
- evitarea legăturilor facultative: il vient avec [i vjɛ̃ avɛk] vs. [il vjɛ̃ avɛk] sau [il vjɛ̃tavɛk] „vine cu”;
- tendința de închidere a vocalelor semideschise neaccentuate: proposé [pʁopoze] vs. [pʁɔpoze] „propus”;
- armonie vocalică: raidi [ʁedi] (ambele vocale sunt închise) vs. [ʁɛdi][9] „înțepenit” (prima vocală este semideschisă, a doua – închisă);
- evitarea pronunțării vocalei /ə/ atunci când este facultativă: il ne savait pas [insavɛpɑ] vs. [ilnəsavɛpɑ] „nu știa”;
- mai multe asimilări decât în franceza standard: Israël [izʁaɛl] vs. [isʁaɛl];
- tensiune musculară mai slabă decât în general și, drept urmare, timbrul sunetelor mai instabil și prezența unor sunete de tranziție: Louis [luwi] vs. [lwi], théâtre [tejɑ:t] vs. [teɑ:tʁ] „teatru”;
- inegalitatea duratei silabelor;
- reducerea unor grupuri de consoane la una singură: quatre [kat] vs. [katʁ] „patru”, escalier [εskaje] vs. [εskalje] „scări, casa scărilor”.

## Varietăți din sudul Franței
Aceste varietăți sunt influențate în principal de limba occitană dominantă în regiunile din sudul Franței înainte de impunerea francezei, dar vorbită și în prezent. Ca exemplu, iată mai jos principalele caracteristici fonetice ale francezei vorbite în Languedoc și în Provence:
- în locul vocalelor nazale, pronunțarea corespondentelor lor total sau parțial orale, urmate de consoana [ŋ]: pain [pɛŋ] vs. [pɛ̃] „pâine”;
- pronunțarea sistematică [ə] a vocalei scrise e, nucleu de silabă deschisă: la cerise [la.sə'ʀi.zə] vs. [la'sʀiz] „cireașa” (în pronunțarea standard este o vocală labilă, care nu este pronunțată în toate pozițiile);
- distribuția variantelor semideschise și semiînchise ([ɛ]/[e], [œ]/[ø] și [ɔ]/[o]) ale arhifonemelor /E/, /Ø/ és /O/ conform unei „legi de poziție”, adică vocală semiînchisă în silabă închisă sau înaintea unei silabe cu nucleul [ə], și vocală semiînchisă în altă poziție[11]: peur [pœʀ], peureux [pø'ʀø], peureuse [pø'ʀœ.zə] vs. [pœʁ] „frică”, [pø'ʁø] „fricos”, [pø.ʁø:z], „fricoasă”;
- reducerea unor grupuri de consoane la una singură: explique [esplikə] vs. [eksplik] „explică”;
- accentul deseori pe silaba penultimă, mai ales din cauza lui [ə] final de cuvânt: la cerise [la.sə'ʀi.zə].

## Varietatea belgiană
Franceza vorbită în Belgia este influențată mai ales de limbile picardă și valonă, iar în Bruxelles de limba flamandă.

### Fonetism
Sistemul vocalic din franceza belgiană este mai conservator decât cel al majorității varietăților din Franța. De exemplu, se percep bine următoarele opoziții:
- /ɛ̃/ – /œ̃/: brin [bʁɛ̃] „fir” – brun [bʁœ̃] „brun” vs. [bʁɛ̃] în cazul ambelor cuvinte, deoarece /œ̃/ este practic înlocuit de /ɛ̃/;
- vocală semideschisă – vocală semiînchisă la sfârșit de cuvânt:
  - /ɛ/ – /e/: taie [tɛ] „față de pernă” – thé [te] „ceai” vs. [te̞] în cazul ambelor cuvinte;
  - /ɔ/ – /o/: pot [pɔ] „oală” – peau [po] „piele” vs. [po] în cazul ambelor cuvinte;
- opoziție de cantitate la vocale cu același timbru:
  - /ɛ/ – /ɛː/: mettre [mɛtʁ] „a pune” – maître [mɛːtʁ] „stăpân, maestru” vs. [mɛtʁ] în cazul ambelor cuvinte;
  - caracterul lung al terminației feminine vocală pronunțată + e pronunțat odinioară [ə], ceea ce deosebește forma de feminin de cea de masculin la cuvintele care au ambele genuri: ami – amie [ami] „prieten” – [amiː] „prietenă” vs [ami] la ambele genuri;
  - [a] – [aː] (varianta mai lungă în locul lui /ɑ/ posterior): patte [pat] „labă” – pâte [paːt] „pastă, aliat” vs. [pat] – [pɑːt].

Alte fenomene:
- înlocuirea semivocalelor cu vocalele corespunzătoare: lion [li'ɔ̃] vs. [ljɔ̃] „leu”, tuer [ty'e] vs. [tɥe] „a ucide”;
- lipsa semivocalei /ɥ/ în general, care poate fi înlocuită nu numai de [y], ci și de semivocala [w]: puis [pwi] vs. [pɥi] „apoi”;
- tendința de a umple hiaturile cu o semivocală: théâtre [tejat] vs. [teɑːtʁ] „teatru”;
- realizarea vocalelor închise (/i/, /y/, /u/) ca cvasiînchise ([ɪ], [ʏ], respectiv [ʊ]), în silabă atât deschisă, cât și închisă: petit, -e [pətɪ], pətɪt] vs. [pəti], [pətit] „mic, -ă”, entendu [ɑ̃tɑ̃dʏ] vs. [ɑ̃tɑ̃dy] „auzit”, goutte [ɡʊt] vs. [ɡut] „picătură”;
- desonorizarea consoanelor sonore finale de cuvânt: une grande digue [yn.ɡʁɑ̃t.'diːk] vs. [yn.ɡʁɑ̃d'dig] „un dig mare”;
- prozodie diferită de cea standard, combinată cu lungirea unor vocale.

### Gramatică
- păstrarea cuvântului negativ ne în limba vorbită: il ne mange pas vs. il mange pas „nu mănâncă” (fenomen general în celelalte teritorii ale Francofoniei, deși nu este standard);
- plasarea atributului adjectival înaintea substantivului determinat în unele cazuri în care conform standardului se plasează după substantiv (influență valonă): ta blanche chemise vs. ta chemise blanche „cămașa ta albă”, du sale linge vs. du linge sale „lenjerie murdară”;
- frencvența relativ mare a perifrazei verbale avoir + adjectiv: avoir bon vs. se sentir bien „a se simți bine”;
- verb la infinitiv coordonat cu verb la un mod personal: Ces enfants-là ne se battent jamais, ni même se quereller vs. ... ni même se querellent „Copiii ăștia nu se bat niciodată, nici măcar nu se ceartă”;
- folosirea specifică a unor prepoziții: jouer sur la rue vs. jouer dans la rue „a se juca pe stradă”.

### Lexic
- arhaisme: septante vs. soixante-dix „șaptezeci”, nonante vs. quantre-vingt-dix „nouăzeci” (cuvinte standard în Belgia), doubler la classe vs. redoubler la classe „a repeta clasa”;
- cuvinte folosite cu sens arhaic: déjeuner, dîner, souper vs. petit déjeuner, déjeuner, dîner „mic dejun, prânz, cină”;
- împrumuturi:
  - din valonă: estaminet (< staminê) vs. café, bistrot „cârciumă, birt”;
  - din flamandă: drache (< dretsen) vs. averse „aversă”;
- calcuri:
  - probabil din limba engleză: crème (à) glace (< ice-cream) vs. crème glacée „înghețată”;
  - probabil din limba germană: académique (< akademisch) vs. universitaire „universitar(ă)”;
- formare de cuvinte:
  - derivare: entièreté (< entier, -ière „întreg, -eagă” + -té) vs. totalité „totalitate”;
  - derivare regresivă: logopède (< logopédie) vs. orthophoniste „logoped”;
- inovații semantice:
  - metonimie: duvet (în stadard „puf”) vs. couette „pilotă”;
  - restrângere de sens: sacoche (în standard „geantă mare purtată agățată de umăr”) vs. sac-à-main „poșetă”.

## Varietatea elvețiană
Franceza folosită în Elveția este influențată de limba francoprovensală cândva generală în cantoanele francofone, și de germana elvețiană, dar sunt prezente și unele arhaisme din vremea când franceza s-a impus și în această regiune. Printre particularități sunt și unele cuprinse în standardul local.

### Fonetism
În pronunțare și în prozodie sunt prezente:
- opozițiile /ɛ/ – /e/ și /ɔ/ – /o/ la sfârșit de cuvânt, precum și opoziția /ɛ̃/ – /œ̃/, ca în varietatea belgiană;
- opoziția /a/ – /ɑ/;
- opoziția /ɛ/ – /ɛː/;
  - caracterul lung al terminației feminine vocală pronunțată + e pronunțat odinioară [ə], ba chiar diftongarea acesteia: journée [ʒuʁne:j] „zi” (considerată în durata ei), une amie [amiːj] „prietenă” vs. [ʒuʁne], [ami];
- vocale mai lungi decât în cuvinte corespunzătoare din varietățile din Franța;
- diferențe mai mari între silabe decât în Franța, în privința înălțimii sunetelor.

### Gramatică
- verbul vouloir „a vrea” ca auxiliar al viitorului apropiat: Tu veux tomber ! vs. Tu vas tomber ! „O să cazi!” (auxiliar aller);
- frecvența mai mare a formei de perfect supracompus decât în standard: J’ai eu travaillé à la compagnie, il y a trente ans en arrière „Am lucrat la firmă cu treizeci de ani în urmă”;
- folosirea ca adverbe a unor adjective care nu sunt folosite astfel în standard: beau vs. beau/joliment „frumos/(în mod) frumos”, bon vs. bon/bien „bun/bine”, direct vs. direct/directement „direct/(în mod) direct”;
- feminizarea numelor de profesii, ocupații, funcții și titluri care în mod tradițional au numai formă de masculin: écrivaine „scriitoare”, ingénieure „ingineră”, pasteure „femeie pastor” (prescrisă de standardul local)[14];
- prepoziții folosite diferit de standard: attendre sur quelque chose (construcție germană) vs. attendre quelque chose „a aștepta ceva”, Reste vers moi vs. Reste avec moi „Rămâi cu mine” (în standard vers „către”).

### Lexic
- arhaisme: septante vs. soixante-dix „șaptezeci”, nonante vs. quantre-vingt-dix „nouăzeci”, ca în Belgia (cuvinte standard și în Elveția);
- cuvinte folosite cu sens arhaic: déjeuner, dîner, souper vs. petit déjeuner, déjeuner, dîner „mic dejun, prânz, cină”;
- împrumuturi:
  - dintr-un idiom local de altădată: armailli „văcar din Alpi”;
  - din germană: witz „glumă”;
- calcuri: place de travail (< germană Arbeitsplatz) vs. emploi în Franța „loc de muncă”;
- formare de cuvinte:
  - derivate:
    - cu prefix: désalpe (< dé- + Alpes „Alpi”) „coborârea turmelor din munți”;
    - cu sufix: pochée (< poche „buzunar” + -e) „conținutul buzunarului”;

  - cuvinte compuse: cuisse de dame – soi de prăjitură (literal „coapsă de damă”);
- inovații semantice:
  - metonimie: bleu (literal „albastru”) vs. permis de conduire „permis de conducere”;
  - metaforă: marteau (literal „ciocan”) vs. molaire „măsea”;
- inovații frazeologice: décevoir en bien (literal „a dezamăgi în bine”) vs. surprendre agréablement „a surprinde plăcut”.

## Varietatea din Québec
Franceza din Québec iese în evidență în primul rând prin trăsăturile arhaice rămase de la imigranții din vestul Franței veniți în secolul al XVII-lea. În al doilea rând se poate percepe evoluția internă a varietății în condiții de izolare față de Franța. În al treilea rând, varietatea din Québec a fost influențată în oarecare măsură de limbile amerindiene locale, dar mai ales de limba britanicilor dominanți, deși de când provincia Québec a dobândit o largă autonomie, au fost adăugate la franceza standard reguli locale, în principal cu scopul înlocuirii anglicismelor.

### Fonetism
În varietatea din Québec trăiesc toate opozițiile prezente în standardul general, dar care sunt, în funcție de regiune, mai mult sau mai puțin pe cale de dispariție în Franța: /a/ – /ɑ/ în silabă închisă, /ɛ̃/ – /œ̃/, vocală semideschisă – vocală semiînchisă [/œ/ – /ø/ în silabă închisă, /ɛ/ – /e/ (acestea fiind mai deschisă, respectiv mai închisă decât în Franța), /ɔ/ – /o/], /ɛ/ scurt – /ɛ:/ lung.
Particularități:
- /A/ în silabă deschisă este aproape totdeauna posterior (/ɑ/): las „obosit” și là „aici/acolo” sună la fel [lɑ] vs. [lɑ] – [la] în standard, deși în Franța această opoziție a dispărut practic.
- /A/ la sfârșit de cuvânt este foarte posterior și rotunjit: Canada [kanadɒ] vs. [kanada] „Canada”.
- Este generală diftongarea vocalelor lungi accentuate: pâte [pɑwt] vs. [pɑ:t] „aluat, pastă”, rêve [ʁɛjv] vs. [ʁɛ:v] „vis”, cause [kowz] vs. [ko:z] „cauză”.
- Vocalele închise neaccentuate cad în vecinătatea consoanelor surde: université [ynivɛʁrste] vs. [ynivɛʁsite] „universitate”.
- Vocalele închise accentuate sunt articulate cu o tensiune musculară mai mică decât în standard și devin cvasiînchise: site [sɪt] vs. [sit] „loc”, lune [lʏn] vs. [lyn] „lună”, toute [tʊt] vs. [tut] „toată”.
- /E/ nazal este mai închis decât în standard ([ẽ] vs. [ɛ̃]), /A/ nazal este mai degrabă anterior ([ã] vs. [ɑ̃]), iar /O/ nazal este mai deschis.
- Consoanele /d/ și /t/ se realizează ca [d͡z], respectiv [t͡s] înaintea vocalelor închise anterioare sau a semivocalelor: Didier [d͡zid͡zje] (prenume), tituber [t͡sit͡sybe] „a merge clătinându-se”.
- La sfârșit de cuvânt, grupurile de consoane [pl], [pʁ], [bl], [bʁ], [kl], [kʁ], [gl], ]gʁ], [tʁ] și [dʁ] îl pierd pe [l] sau pe [ʁ], ca în nordul Franței: sable [sɑːb] vs. [sɑ:bl̥] sau [sabl̥] „nisip”, prêtre [pʁɛːt] vs. [pʁɛːtʁ] „preot”.

### Gramatică
- Pronumele personale la plural accentuate sunt întărite cu cuvântul autres (nous autres „noi”, vous autres „voi”, eux autres „ei”). Astfel se deosebește „voi” (vous autres) de „dumneavoastră” plural, care se exprimă cu vous singur.
- Interogația directă totală se poate exprima și cu particula -tu, și nu numai cu subiect de persoana a II-a singular: Tu-viens-tu ? vs. Tu viens ? / Est-ce que tu viens ? / Viens-tu ? „Vii?”, I vient-tu ? vs. Il vient ? / Est-ce qu’il vient ? / Vient-il ? „Vine?”.
- Feminizarea numelor de ocupații etc. este generală încă din anii 1980 și este standardizată.
- Pronumele demonstrative nu se folosesc în general cu particula -ci, ci numai cu -là. Apropierea se exprimă cu adăugarea cuvântului ici(tte): ce livre-là ici(tte) vs. ce livre-ci „cartea aceasta”.
- Aspectul continuu se exprimă în registrul de limbă curent cu construcția standard generală (il est en train de manger „tocmai mănâncă”), dar în registrele familiar și elevat sunt construcții specifice pentru aceasta: il est après manger, respectiv il est à manger. Cea din urmă s-a păstrat din perioada clasică a istoriei limbii franceze.

### Lexic
- arhaisme: adon vs. hasard, occasion „întâmplare (fericită), ocazie”[16];
- cuvinte folosite cu sens arhaic: déjeuner, dîner, souper vs. petit déjeuner, déjeuner, dîner „mic dejun, prânz, cină”, ca în Elveția;
- împrumuturi:
  - dintr-o limbă amerindiană: atoca (specie de) „afină”;
  - din engleză: bécosses (feminin plural) (< back house „budă”) vs. toilettes „toaletă, WC”[17];
- calcuri: char (< engleză car) vs. voiture „mașină, automobil” (la origine char „car, căruță”); prendre une marche (< engleză to take a walk) vs. faire une promenade „a face o plimbare”;
- formare de cuvinte:
  - derivare:
    - cu prefix: se débeurrer (dé- + beurrer „a unge cu unt”) vs. se nettoyer „a se curăța”;
    - cu sufix: érablière (érable „arțar” + -ière) – grup de arțari amenajat pentru recoltarea sevei de arțar;

  - cuvinte compuse: téléroman vs. série télé „serial televizat”;
  - termeni creați de lingviști prin telescopare și introduși în standard, cu scopul înlocuirii termenilor englezești corespunzători: courriel (din courrier „corespondență” + électronique) „e-mail” (preluat și de standardul din Franța), pourriel (poubelle „pub”elă + courriel) vs. spam, clavardage (clavier „tastatură” + bavardage „taifas”) vs. messagerie instantanée „mesagerie instantanee”[18].

## Varietatea acadiană
Varietatea acadiană este denumită după numele Acadia al unei regiuni din Canada de pe vremea când era posesiune franceză. Acadia corespunde în mare provinciei Noua Scoție de astăzi. Vorbitorii varietății acadiene trăiesc mai ales în provincia New Brunswick, dar aceasta se vorbește și în Newfoundland. Din această varietate provine și cea din Louisiana, numită cadien „cadiană” (varietatea de aici a cuvântului acadien), deoarece aici au imigrat în secolul al XVIII-lea majoritatea francezilor expulzați de englezi din Noua Scoție.

### Fonetism
- Aceleași opoziții din sistemul vocalic ca în Québec s-au păstrat și în varietatea acadiană, cu excepția lui /ɛ̃/ – /œ̃/, din care pereche a dispărut /œ̃/, ca în mare parte din Franța.
- S-a redus și opoziția /ɑ̃/ – /ɔ̃/. De exemplu, în numele localității Blanc-Sablon, anc și on sună la fel, realizate cu o vocală intermediară.
- /ɛ/ neaccentuat din standard este realizat [a] înaintea lui /R/: chercher [ʃaɾʃe] vs. [ʃɛʁʃe] „a căuta”.
- Tot înaintea lui /R/, dar în poziție accentuată, există opoziția /ɛ/ – /e/: mer [mɛ:ɾ] „mare” – mère [me:ɾ] „mamă” vs. [mɛ:ʁ] în cazul ambelor cuvinte.
- În această varietate s-a păstrat consoana /h/, care dispăruse complet din franceza europeană în sec. XVIII: eau [o] „apă” – haut [ho] „înalt” vs. [o] în cazul ambelor cuvinte.
- Încă o trăsătură arhaică este aceea că vocalele nazale nu se denazalizează înaintea unei consoane nazale: an [ɑ̃] (ex. l’an 2000 „anul 2000”) > année [ɑ̃ne] (ex. toute l’année „tot anul”) vs. [ane].
- Înaintea unei consoane nazale și a lui /z/, /o/ se închide, fie că este accentuat sau neaccentuat: bonne [bun] vs. [bɔn] „bună”, estomac [ɛstu'mɑ] vs. [ɛsto'mɑ] „stomac”, rosée [ɾu'ze] vs. [ʁo'ze] „rouă”.
- În varietatea acadiană, /t/ și /d/ se realizează altfel decât în standard numai înaintea lui /j/ și /ɥ/, dar se modifică în urma unei palatalizări puternice, devenind [t͡ʃ], respectiv [d͡ʒ]: diable [d͡ʒɑːb] vs. [djaːbl] „diavol”, tuer [t͡ʃɥe] vs. [tɥe] „a omorî”.
- Și /k/, și /g/ se palatalizează mai mult sau mai puțin înaintea lui /i/, /y/, /e/, /ø/, /ɛ/, /œ/ și /ɛ̃/, uneori până la [t͡ʃ], respectiv [d͡ʒ]: qui [t͡ʃi] vs. [ki] „cine, care”, guerre [d͡ʒɛ:ɾ] vs. [gɛ:ʁ] „război”.
- /R/ se realizează [ɾ] (consoană bătută alveolară). Izoglosa care desparte acest alofon de [ʁ] este cea care constituie în estul Québecului și în New Brunswick granița dintre varietatea din Québec și cea acadiană.

### Gramatică
- Este specifică pentru varietatea acadiană folosirea pronumelui personal je „eu” și la persoana I plural: j’avons marché vs. nous avons marché „am mers, am umblat”.
- Desinența de persoana a III-a plural a indicativului prezent este -ont pronunțată [ɔ̃] și accentuată: les enfants se mettont à grandir vs. les enfant se mettent à grandir[20] „copiii încep să crească”.
- Desinența de persoana a III-a plural a indicativului imperfect este -iont: les poissons nagiont vs. les poissons nageaient „peștii înotau”.
- S-a păstrat subjonctivul imperfect, dar numai cu desinența [i] la toate grupele de conjugare: pourvu que t’attrapis pas d’autre chouse vs. pourvu que tu n’attrapasses pas autre chose „numai să nu fi prins altceva”, il faudrait qu’une parsoune se souvenit vs. il faudrait qu’une personne se souvînt „ar trebui să-și amintească cineva”[21].

### Lexic
- arhaisme: mitan vs. milieu „mijloc, centru”, si fait vs. certainement, mais oui „sigur, da”;
- cuvinte folosite cu sens arhaic: espérer (în standard „a spera”) vs. attendre „a aștepta”, hardes (în standard „îmbrăcăminte zdrențăroasă”) vs. vêtements „îmbrăcăminte”;
- împrumuturi:
  - dintr-o limbă amerindiană: machcoui – scoarță de mesteacăn folosită pentru izolarea zidurilor și acoperișurilor;
  - din engleză: spitoune (< spitoon) vs. crachoir „scuipătoare”;
- formare de cuvinte:
  - derivare:
    - cu prefix: malpatient (< mal- + patient „răbdător”) vs. impatient „nerăbdător”;
    - cu sufix: bûcherie (< bûche „buștean” + -erie) – muncă colectivă organizată pentru tăiere de copaci;

  - compunere: sorcière de vent (literal „vrăjitoare de vânt”) vs. bourrasque „vârtej de vânt”;
- inovații semantice: s’écarter (în standard „a se îndepărta”) vs. s’égarer „a se rătăci”, violon (în standard „vioară”) vs. mélèze laricin – specie americană de larix.

## Varietăți din Antile
Varietățile francezei din Antile au fost influențate mai ales de limbile africanilor aduși ca sclavi. Pe teritoriile lor se vorbesc și limbi creole cu bază franceză, iar între acestea și varietățile locale ale francezei există un continuum. Din punctul de vedere al cunoașterii limbii franceze, Haiti pe de o parte și Antilele Franceze și Guyana pe de altă parte diferă oarecum. În Haiti și limba creolă locală este oficială, fiind vorbită de majoritatea populației, dat fiind că nivelul școlarizării este relativ scăzut, pe când în insulele ce aparțin de Franța este oficială numai franceza, iar nivelul școlarizării este comparabil cu cel din Franța, de aceea majoritatea populației este practic bilingvă.

### În Haiti

#### Fonetism
- Opozițiile /e/ – /ɛ/ și /ɛ̃/ – /œ̃/ sunt încă vii și aici, ca în Belgia, Elveția și Canada, însă a dispărut opoziția /ɑ/ – /a/.
- Vocala /ə/ este mai rar pronunțată decât în sudul Franței, dar mai frecvent decât în nordul acesteia. Prezintă tendință de păstrare în interiorul cuvintelor: la fenêtre [la.fə'nɛ:tr] vs. [la'fnɛ:tr] „fereastra”, Au secours ! [osəku:r] vs. [osku:r] „Ajutor!”.
- /R/ cade adesea la sfârșit de cuvânt (tambour [tɑ̃bu:] vs. [tɑ̃bu:ʁ] „tobă”), iar înaintea vocalelor posterioare este realizat [w]: rouge [wu:ʒ] vs. [ʁu:ʒ] „roșu”.
- Grupurile de consoane de la sfârșit de cuvânt se reduc, ca în varietățile acadiană și din Québec.

#### Gramatică
- Frecvența în timp se exprimă cu construcția chaque + numeral cardinal + cuvânt ce exprimă o perioadă de timp vs. tous/toutes les + numeral cardinal + cuvânt ce exprimă o perioadă de timp: chaque trois jours vs. tous les trois jours „din trei în trei zile”.
- Oprirea unui proces[23], renunțarea la un proces este exprimată prin construcția ne ... pas encore vs. ne ... plus: J’ai déjà bu assez de cola, je n’en prends pas encore vs. ... je n’en prends plus „Am băut deja destulă cola, nu mai beau” – construcție creolă;[24].
- Cuvântul negativ pas se folosește și împreună cu alt cuvânt negativ secundar: j’ai pas vu personne vs. je n’ai vu personne „n-am văzut pe nimeni”.

#### Lexic
- arhaisme și cuvinte folosite cu sens arhaic: icitte vs. ici „aici”, habitant (în standard „locuitor”) vs. paysan, campagnard „țăran, sătean”;
- împrumuturi:
  - din limba spaniolă (ca urmare a vecinătății cu Republica Dominicană): meringue[25] (< merengue) – numele unui dans;
  - dintr-o limbă africană neindentificabilă, din domeniul cultului vudu: hounfor „templu vudu”;
  - din engleză (în urma ocupației americane dintre anii 1915 și 1935): shop vs. boutique, atelier „prăvălie, atelier”;
- inovații semantice: jardin (în standard „grădină”) vs. champ „câmp, ogor”, falaise (în standard „faleză”) vs. gouffre entre deux montagnes „prăpastie între doi munți”.

### În Antilele franceze

#### Fonetism
- Consoana /h/ există și aici, ca în varietatea acadiană, dar realizat [ɣ] (fricativă velară sonoră): Vous me faites r’honte ! „Mi-e rușine de voi!”[26], cu cuvântul honte „rușine” pronunțat [ɣɔ̃t] vs. [ɔ̃t].
- /R/ la sfârșit de cuvânt în general cade, iar în alte poziții sună:
  - [w] înaintea vocalelor posterioare: parole [pawɔl] vs. [paʁɔl] „vorbire, cuvânt”;
  - [ʀ] (vibrantă uvulară) în interiorul cuvintelor, înaintea vocalelor anterioare: du riz [dyʀi] vs. [dyʁi] „orez”;
- Consoanele /t/ și /d/ se pronunță [t͡s], respectiv [d͡z] înaintea vocalelor anterioare, ca în Québec: lundi [lœ̃ʣi] vs. [lœ̃di] „luni”.
- Grupurile de consoane se reduc la sfârșit de cuvânt, ca în varietățile din nordul Franței, din Québec, acadiană și haitiană.
- Hiaturile sunt umplute de semivocale, ca în creolă: théâtre [tejat] vs. [teɑːtʁ] „teatru”.

#### Gramatică
- chaque + numeral cardinal + cuvânt ce exprimă o perioadă de timp, ca în Haiti, vs. tous/toutes les + numeral cardinal + cuvânt ce exprimă o perioadă de timp;
- pas împreună cu alt cuvânt negativ secundar, ca în Haiti;
- tendința de a omite determinanții: la viande se déposait sur tonneaux et planches vs. ... sur des tonneaux et des planches „carnea se punea pe butoaie și scânduri”;
- folosirea unor prepoziții altfel decât în standard sau omiterea lor: entrer en discrétion vs. ... avec discrétion „a intra discret”, il n’avait pas même la ressource aller chez sa famille vs. ... d’aller ... „nu avea nici cu ce să meargă la familia lui”;
- omiterea lui que conjuncție sau pronume relativ: il avait la chance la maison était ouverte vs. ... que la maison ... „avea noroc că era deschisă casa”, l’homme j’ai vu chez toi vs. ... que j’ai vu ... „omul pe care l-am văzut la tine”;
- topica subiect + complement indirect de atribuire fără prepoziție + complement direct (construcție creolă): j’ai donné Pierre le gâteau vs. J’ai donné le gâteau à Pierre „i-am dat prăjitura lui Pierre”;
- construcția factitivă cu verbul faire exprimată cu topica arhaică: j’ai fait Pierre travailler vs. j’ai fait travailler Pierre „l-am pus pe Pierre să muncească”;
- anticiparea predicatului cu forma de infinitiv a acestuia, pentru a-l scoate în evidență cu construcția c’est ... que: C’est rire qu’il riait en son coeur, Ti Jean... „Îi râdea inima lui Ti Jean...”[27].

#### Lexic
- arhaisme: chigner vs. pleurnicher „a se smiorcăi”;
- cuvinte folosite cu sens arhaic: rester (în standard „a rămâne”) vs. habiter „a locui”;
  - împrumuturi:
  - din limba indigenă sud-americană tupi: coui – blid făcut dintr-o specie de dovleac;
  - din spaniolă: mango vs. mangue „mango”;
  - de origine necunoscută: béké – descendent al albilor așezați relativ demult în Antile;
- cuvinte formate:
  - derivate:
    - cu alt sufix decât în standard: comportation vs. comportement „purtare, comportare”;
    - fără corespunzător derivat în standard: tangoter (< tango „tango” + -ter) vs. danser le tango „a dansa tango”;

  - compuse: bête longue (literal „animal lung”) vs. serpent „șarpe”, rendant-service vs. serviable „serviabil”;
- inovații semantice: vieux (în standard „bătrân”) vs. désagréable, inquiétant „dezagreabil, neliniștitor”, terrine (în standard „vas de lut”) vs. bassine „lighean”.

## Varietăți din Magreb
Franceza folosită în țările din fostul Magreb francez (Mauritania, Maroc, Algeria și Tunisia) are o situație aparte. Nu este limbă oficială, dar este totuși privilegiată, jucând un rol important în învățământ, ca prima limbă străină, predată intensiv, și, în măsură diferită de la țară la țară, ca limbă de predare și ca a doua limbă în media. De aceea, cel puțin persoanele școlarizate cunosc franceza, dar varietățile vorbite de ei sunt influențate de trăsături ale limbii lor materne, araba.

### Fonetism
Dat fiind că sistemul vocalic al arabei constă numai din trei foneme (/i/, /u/ și /a/), aceasta influențează vocalele franceze în următoarele moduri:
- Vocala /e/ se închide la [i].
- Vocala /y/ își pierde caracterul rotunjit și devine tot [i].
- Vocala /o/ se realizează [u].
- Și /ø/ își poate pierde caracterul rotunjit și poate suna [e], ba chiar [i].
- Vocalele nazele sunt înlocuite uneori de corespondentele lor orale + [n], alteori se reduc de la patru la două, deoarece /ɑ̃/ se realizează [ɔ̃], iar /œ̃/ – [ɛ̃].
- Nu există opzițiile vocală semideschisă – vocală semiînchisă, și nici /a/ – /ɑ/.

/R/ se poate realiza ca [ʁ] (fricativă uvulară sonoră), [ʀ] (vibrantă uvulară), [r] (vibrantă alveolară), [ɾ] (bătută alveolară) sau [x] (fricativă velară surdă), în funcție de poziția consoanei și de factori sociologici (vârsta, sexul, mediul social al vorbitorului).

### Gramatică
- folosirea timpului prezent în locul celor trecute, mai ales a imperfectului, deoarece sistemul verbal al arabei pune accent pe aspect, pe când cel al francezei pe timpul verbal: À mon époque, on nous enseigne le français vs. ... on nous enseignait ... „Pe vremea mea ne învățau franceza”;
- în frază, preferința pentru coordonare față de subordonare.

### Lexic
Împrumuturi există în franceza din Magreb din mai multe limbi, unele pe tot teritoriul, altele numai în anumite țări. Printre acestea sunt și cuvinte care au ajuns în argoul francez din Franța, apoi și în registrul de limbă familiar.
Principala sursă de împumuturi este, firește, limba arabă. Exemplu din tot Magrebul: baraka „binecuvântare divină”, în Franța cu sensul profan „baftă”.
În Mauritania sunt și cuvinte din limbi sub-sahariene, de exemplu, din limba wolof, guedj vs. poisson séché „pește uscat”.
În Maroc sunt și cuvinte de origine spaniolă, ex. patera – barcă cu fund plat.
În Algeria și în Tunisia se folosesc în domeniul fotbalului și cuvinte din engleză: keeper vs. gardien de but „portar” (în Algeria), referee vs. arbitre „arbitru” (în Tunisia).
Formarea de cuvinte se efectuează prin mai multe procedee:
- afereză: press vs. café expresso „cafea espresso” (în Algeria);
- eliminarea unui prefix: alphabète (< analphabète „analfabet”) vs. qui sait lire et écrire „știutor de carte” (în Maroc);
- eliminarea unui cuvânt dintr-un grup de cuvinte: ambulant (< marchand ambulant) „vânzător ambulant” (în Maroc);
- derivare:
  - cu prefix: micro-jupe[29] (literal „microfustă”) vs. jupe plus courte que la minijupe „fustă mai scurtă decât minifusta” (în Tunisia);
  - cu sufix: jugesse (< juge „judecător” + -esse) vs. femme juge „judecătoare” (în Tunisia);
- compunere: radio-trottoir (literal „radio-trotuar”) vs. rumeur publique „zvon public” (în Algeria);
- telescopare: clinomobile (< clinique „clinică” + automobile „automobil”) – camion transformat în clinică mobilă (în Algeria).

Inovații semantice: barbu (în standard „bărbos”) – musulman extremist (în tot Magrebul), chérubin (în standard „îngeraș”) vs. enfant, adolescent „copil, adolescent” (în Tunisia).

## Varietăți din Africa Subsahariană
Franceza din Africa Subsahariană are, în fostele colonii franceze și belgiene, un statut de nivel mai înalt și un rol mai important decât în nordul Africii. În fiecare țară francofonă de la sud de Sahara, franceza este fie unica, fie una dintre limbile oficiale, dar în fiecare este limba comunicării la nivel de țară, fiindcă există multe limbi locale, ceea ce face imposibilă comunicarea la acest nivel fără o limbă comună. Chiar și acolo unde una dintre limbile locale este limbă oficială, aceasta nu s-a putut impune în toată țara respectivă, de aceea se recurge în continuare la franceză. Limba învățămâtului și a mass mediei este de asemenea aproape exclusiv franceza. În același timp, majoritatea populației este bilingvă, și aceasta influențează franceza vorbită aici, care prezintă o paletă foarte variată în ceea ce privește nivelul ei de cunoaștere și abaterile sale de la standard. Aceasta depinde de gradul de școlarizare a vorbitorilor. Există continuum în două direcții: între franceză și limba locală, și între diferitele niveluri ale folosirii francezei. Se poate considera ca nivelul cel mai reprezentativ unul mediu, pe care îl folosesc și cei care cunosc de asemenea nivelul cel mai apropiat de standard. Aceasta ca să nu fie priviți ca snobi cu ocazia comunicării cu celelalte categorii ale populației.

### Fonetism (trăsături relativ frecvente)
- /R/ se realizează ca [ʀ], de exemplu în Coasta de Fildeș.
- Consoanele /t/ și /d/ devin [t͡s], respectiv [d͡z] înaintea vocalelor anterioare, în Camerun, ca în Québec și în Haiti.
- Vocalele anterioare rotunjite își pierd cea din urmă trăsătură: /y/ > [i], /ø/ > [e], /œ/ și /ə/ > [ɛ].
- Fricativele postalveolare (/ʃ/, /ʒ/) devin alveolare ([s], respectiv [z]): cheveux [seve] vs. [ʃəvø] „păr”, jardin [zaʀdɛ̃] vs. [ʒaʁdɛ̃] „grădină”.
- Mai multe cuvinte își schimbă sonoritatea sub influența faptului că mai multe limbi africane privilegiază succesiunea de silabe deschise. Exemple: train [tɛ̃ʀɛ̃] vs. [tʁɛ̃] „tren”, attention [tasjɔ̃] vs. [atɑ̃sjɔ̃] „atenție”, directeur [diʀɛtɛ] vs. [diʁɛktœːʁ] „director”, Côte d”Ivoire [kɔdiwaː] vs. [koːt divwaːʁ] „Coasta de Fildeș”.
- Sub influența multor limbi africane, intonația se caracterizează prin faptul că înălțimea sunetelor crește și scade sistematic de la o silabă la alta, în timp ce în Franța, linia intonativă este mult mai plată.

### Lexic
Lexicul francez din Africa Subsahariană se caracterizează prin faptul că a păstrat mai puține arhaisme decât varietățile din America. Exemplu de asemenea cuvânt este honnir „a face de rușine”.
În varietățile subsahariene există nu numai lexeme folosite și în Franța, ci și cuvinte comune cu alte varietăți francofone decât cele din Franța:
- În fostele colonii belgiene se găsesc cuvinte din varietatea belgiană: entièreté (Republica Democrată Congo, Ruanda, Burundi) vs. totalité „totalitate”, tirette (Ruanda și Burundi) vs. fermeture-éclair „fermoar”, sous-tasse (Burundi) vs. soucoupe „farfurioară” (de pus sub ceașcă).
- Există cuvinte din varietățile canadiene în Ruanda, unde au lucrat cadre didactice din Canada: magasiner vs. faire du shopping „a face shopping”.
- Câteva cuvinte din Antile au fost aduse în Africa de călători între cele două continente. De exemplu, canari, denumirea unui fel de vas de lut, dintr-o limbă indigenă sud-americană, a ajuns în franceza din Antile și de acolo în mai multe țări africane.

Împrumuturi provin din mai multe limbi în franceza din Africa Subsahariană:
- din limbi locale: gozo (în Republica Centrafricană) vs. manioc „manioc”, kotéba (în Coasta de Fildeș) – numele unei specii teatrale tradiționale;
- din engleză: lover [< to love „a iubi” (în Coasta de Fildeș)] vs. faire l”amour „a face dragoste”, kaya-kaya [< to carry „a căra” (în Burkina Faso și Niger)] vs. travailleur d’occasion, porteur „muncitor de ocazie, hamal”;
- din portugheză: matabiche [< matar o bicho „a bea alcool”, literal „a ucide animalul” (în Ruanda, Ciad, R. D. Congo)] vs. pourboire, pot de vin „bacșiș, mită”, capita [< capitão „căpitan” (în Republica Centrafricană, Ruanda, Ciad, R. D. Congo)] vs. chef de village, contremaître „șef de sat, maistru”;
- din arabă: chadouf (în Burkina Faso) – sistem de irigație cu fântână, hadj (în Coasta de Fildeș) – pelerinaj la Mecca.

Formare de cuvinte:
- conversiune: bouffant adjectiv „bufant” > bouffant substantiv vs. pantalon large „pantaloni largi” (în Mali), besoin substantiv „nevoie” > besoin verb invariabil vs. avoir besoin „a avea nevoie” (Coasta de Fildeș);
- folosirea unui verb tranzitiv ca intranzitiv: préparer [în standard „a prepara (ceva)”] vs. faire la cuisine „a găti” (în mai multe țări), fréquenter [în standard „a frecventa (un loc)”] vs. aller à l’école „a merge la școală” (în R. Centrafricană, Camerun);
- eliminarea prefixului: alphabète (< analphabète „analfabet”) vs. personne qui sait lire et écrire „știutor de carte” (în mai multe țări);
- derivare:
  - cu prefix: contre-sorcier (literal „antivrăjitor”) – vraci care îndepărtează deochiul (Coasta de Fildeș), demi-pantalon (literal „semipantaloni”) vs. bermuda „bermudă” (R. Centrafricană);
  - cu sufix: sauveteur vs. marchand à la sauvette – vânzător ambulant care activează ilegal (derivat creat în Camerun de la sauvette din grupul nominal standard + -eur)[32]; marabout „vrăjitor” > marabouter „a recurge la vrăjitori”, maraboutage „recurgere la vrăjitori”, maraboutique „vrăjitoresc”;
- compunere:
  - din două substantive: bateau-bus (< bateau „ambarcațiune” + bus „autobuz”) – ambarcațiune cu motor care transportă pasageri peste lagună (în Coasta de Fildeș), homme caméléon (literal „om cameleon”) „om fățarnic” (în Guineea);
  - dintr-o propoziție: un papa m’a donné (literal „un tata mi-a dat”) – pantaloni sau cămașă foarte largi (în Ruanda), une France au revoir (literal „o la revedere, Franța”) – mașină de ocazie importată din Franța (în Coasta de Fildeș);
- trunchiere: beau vs. beau-père „socru” (în mai multe țări), kalach vs. kalachnikov – „kalașnikov” (orice versiune de pistol-mitralieră AK-47);
- inovații frazeologice: jouer à l’avion par terre (literal „a se juca de-a avionul pe pământ”) „a circula prea repede cu mașina” (în Guinea);
- inovații semantice:
  - metaforă: tablettes de chocolat (literal „tablete de ciocolată”) și tôle ondulée (literal „tablă ondulată”) – teren accidentat (în Coasta de Fildeș);
  - metonimie: film vs. cinéma;
  - extindere de sens: se doucher (în standard „a face duș”) vs. se laver „a se spăla” (în R. Centrafricană);
  - limitare de sens: viande (în standard „carne”) vs. (viande de) bœuf „carne ” (în Camerun);
  - antonomază: colgate (nume de marcă) vs. (pâte) dentifrice „pastă de dinți” (în Burundi);
- inovații pragmatice: vieux „bătrân” – (în standard peiorativ, în toată Africa Subsahariană meliorativ, implicând respect; marâtre „mamă vitregă” – în standard peiorativ, în mai multe țări africane neutru, însemnând soție a tatălui alta decât mama.

## Varietăți din Oceanul Indian
Franceza vorbită în țările și regiunile din Oceanul Indian nu are același statut în fiecare, iar locuitorii acestora vorbesc și alte limbi foarte diferite, de aceea în fiecare din acestea trăiește altă varietate a francezei.

### Varietatea din Madagascar
În Madagascar, limba oficială este malgașa, dar franceza joacă un rol foarte important în învățământ, în administrație și în media. În același timp, cei care cunosc cu adevărat franceza sunt relativ foarte puțini, doar 0,2% din populație, care sunt bilingvi. Aici nu există nici limbă creolă cu bază franceză.

### Fonetism
- Nu s-au păstrat opozițiile /e/ – /ɛ/, /o/ – /ɔ/ și /a/ – /ɑ/.
- Vocala /ə/ se realizează deseori [e].
- Este pe cale de dispariție deosebirea lui /s/ de /ʃ/ și a lui /z/ de /ʒ/.

### Gramatică
- dublarea unor cuvinte: combien-combien ? (literal „cât-cât”) vs. c’est combien la pièce  „cât costă bucata?”; vieux-vieux (literal „bătrân-bătrân”) vs. un peu vieux „cam bătrân”; pois-pois (literal „bob de mazăre – bob de mazăre”) vs. beacoup de petits pois „multă mazăre”, dar poate însemna și pois de petite taille „mazăre cu bobul mic”; depuis-depuis (literal „de-de”) vs. depuis longtemps „de mult timp”;
- folosirea unor verbe intranzitive cu formă reflexivă: s’exploser vs. exploser „a exploda”, se divorcer vs. divorcer „a divorța”;
- folosirea indicativului viitor simplu în locul subjonctivului prezent: nous attendons que la majorité suivra vs. ... que la majorité suive „așteptăm ca majoritatea să ne urmeze”;
- acord după înțeles în loc de acord după regulă între subiect și predicat: qui ont voté pour qui ? (literal „cine au votat...”) vs. qui a voté ... ? „cine a votat pentru cine?”
- nerespectarea regulilor concordanței timpurilor din standard: celle-ci lui répondit en riant que la commande a été faite vs. ... avait été faite ... „aceasta îi răspunse râzând că comanda fusese făcută”.

### Lexic
- cuvinte păstrate cu sens arhaic: chambre (în standard „dormitor”) vs. pièce (habitable) „cameră (locuibilă)”;
- împrumuturi:
  - din limba malgașă: ambanivoule (< ambanivolo „sub bambuși”) vs. campagne, brousse „mediu rural, junglă”;
  - dintr-o limbă din India: bohra – musulman șiit din India;
- formare de cuvinte:
  - eliminarea primei silabe a cuvântului: craser (< écraser) vs. sécher (la classe) „a chiuli (de la școală)”;
  - derivare: cycloné (< cyclone + -é) vs. exposé aux cyclones, détruit par un cyclone „expus cicloanelor, distrus de ciclon”;
  - compunere: car-brousse (car „autocar” + brousse „mediu rural, junglă”) – autocar care circulă în afara orașelor;
- inovații semantice:
  - metaforă: clarinette (în standard „clarinet”) – punguță de plastic cu suc, din care acesta se soarbe printr-un orificiu;
  - metonimie: discothèque (în standard „discotecă”) – petrecere cu dans, mai ales organizată cu mijloace modeste;
  - limitare de sens: bord (în standard „margine”) vs. bord de mer „malul mării”;
- inovații pragmatice: bonne femme (în standard peiorativ, în Madagascar neutru) vs. femme „femeie”.

### Varietatea din Réunion
Insula Réunion aparține de Franța, deci aici franceza are același statut ca în Antilele Franceze, nivelul școlarizării este și aici relativ înalt, și aici de asemenea există o limbă creolă. Majoritatea populației este bilingvă.

#### Fonetism
- Nu sunt prezente opozițiile /e/ – /ɛ/, /o/ – /ɔ/ și /a/ – /ɑ/.
- Toate grupurile de consoane de la sfârșit de cuvânt se reduc: battre [bat] vs. [batʁ] „a bate”, communiste [kɔmynis] vs. [kɔmynist] „comunist”.
- Consoanele /t/ și /d/ se pronunță [t͡s], respectiv [d͡z] înaintea vocalelor anterioare, ca în Canada și în Antile: lundi [lœ̃ʣi] vs. [lœ̃di] „luni”.
- Consoana t finală de cuvânt, în Réunion se pronunță în mai multe cuvinte, mai ales substantive proprii, în care standardul le păstrează numai în scris: canot [kanɔt] vs. [kano] „barcă”, Payet [pajɛt] vs. [pajɛ] (nume de familie).

#### Gramatică
- verbul auxiliar avoir în locul lui être, în cazul unor verbe: j’ai descendu vs. je suis descendu „am coborât”;
- pronumele relativ que în locul lui dont: ce que j’ai besoin vs. ce dont j’ai besoin „de ceea ce am nevoie”;
- cuvântul negativ pas folosit împreună cu alt cuvânt negativ secundar: j’ai pas rien vu de neuf vs. je n’ai rien vu de neuf „n-am văzut nimic nou”;

#### Lexic
- arhaisme: menterie vs. mensonge „minciună”, boucaner vs. fumer „a afuma” (carne, pește);
- cuvinte folosite cu sens arhaic: habitation (în standard „locuință”) vs. exploitation agricole, champ cultivé „exploatare agricolă, ogor”);
- împrumuturi:
  - din creola locală: vaniki vs. clochard, va-nu-pieds „vagabond”;
  - din limba tamilă, prin intermediul indo-portughezei din Ceylon: cari „curry”;
- cuvinte formate:
  - cu prefix: désauter (dé- + sauter „a sări”) vs. sauter par-dessus „a sări peste”;
  - cu sufix: coupeur (couper „a tăia” + -eur) – secerător de trestie de zahăr;
  - compuse: aller-tourner (literal „a merge – a se învârti”) vs. aller et venir (literal „a merge și a veni”) „a umbla de colo-colo”;
- inovații semantice:
  - metaforă: farine (în standard „făină”) vs. pluie fine „ploaie măruntă”;
  - metonimie: litre (în standard „litru”) vs. bouteille „sticlă” (recipientul);
  - limitare de sens: herbes (în standard „ierburi”) vs. herbes médicinales „plante medicinale”;
  - extindere de sens: marmite (în standard „oală”) – orice vas pentru gătit.

## Varietatea din Mauritius
Mauritius a fost colonie franceză între anii 1715 și 1810, apoi a ajuns sub dominație britanică, iar în 1968 și-a dobândit independența. Pe insulă este oficială numai limba engleză, dar majoritatea populației vorbește și acum o creolă cu bază franceză, iar limba franceză are un rol imprtant, fiind considerată un mijloc de ascensiune socială. Este prezentă în media, în cultul catolic și în viața economică.

## Lexic
- arhaisme: écolage vs. frais de scolarité „taxă de școlarizare”;
- împrumuturi:
  - din creola locală: ti-dimoune (pe baza expresiei franceze petit du monde „mic din lume”) – om situat pe o treaptă inferioară a scării sociale;
  - din limba hindi (mai mult de jumătate din populație provine din India): divali (< diwali) – numele unei sărbători hinduse;
  - din limba tamilă; rougaille (< uru-kay) – numele unui fel de mâncare;
  - din engleză: plasticine vs. pâte à modeler „plastilină”;
  - din portugheză: bringelle (< beringela) vs. aubergine „pătlăgea vânătă”;
  - calcuri din engleză: sonner quelqu’un (< to ring someone) vs. appeler quelqu’un (au téléphone) „a suna pe cineva”, jeter le blâme sur quelqu’un (< to put the blame on somebody) vs. rejeter la responsabilité sur quelqu’un „a da vina pe cineva”;
- formare de cuvinte:
  - derivare:
    - cu prefix: intercastes „dintre caste”;
    - cu sufix: tombaliste [< (pierre) tombale „piatră de mormânt” + -iste] – „cioplitor de pietre de mormânt”;
    - parasintetică (cu prefix și sufix): désavannage [< dé- + savanne „teren ierbos” (în varietatea locală) + -age] – pregătirea unui teren pentru cultivarea trestiei de zahăr;

  - compunere: taxi-train (literal „taxi-tren”) – mașina unei persoane care transportă pasageri pentru prețul unui bilet de autobuz;
- inovații frazeologice: blanc et noir vs. noir et blanc „alb-negru”;
- inovații semantice:
  - metaforă: queue de chat (literal „coadă de pisică”) – numele unei flori;
  - metonimie: caoutchouc (în standard „cauciuc”) vs. pneu „cauciuc, anvelopă (pneumatică)”;
  - antonomază: tip top [< Tip Top Transport (nume de firmă)] – microbuz de transport între localități;
  - limitare de sens: étoffe (în standard „țesătură”) vs. tissu de laine „țesătură de lână”.

## Varietăți din Oceania
Pe insulele din Oceanul Pacific, franceza se vorbește în Noua Caledonie, în insulele Wallis și Futuna, în Polinezia și în insulele Vanuatu. Primele trei teritorii aparțin de Franța, acolo franceza are același statut și rol ca în celelalte regiuni franceze de peste mări. Vanuatu este stat independent, unde franceza este una din limbile oficiale, vorbită de circa 40% din populație.

### Varietatea din Noua Caledonie
În Noua Caledonie, franceza este nu numai limbă oficială, ci și singura limbă de comunicare la nivelul întregului arhipelag, deoarece aici se vorbesc numeroase limbi: 28 de limbi melaneziene, limbi polineziene, limbi indoneziene și asiatice, engleza australiană, precum și creola cu bază engleză din Vanuatu. Există și o creolă cu bază franceză, tayo, dar vorbită de numai circa 1000 de persoane.

#### Fonetism
- realizarea lui /ɑ̃/ ca [ɔ̃]: L’engin ! (interjecție ce exprimă intensitatea unei reacții afective, din substantivul standard l’engin „mașina, utilajul”) [lɔ̃ʒɛ̃] vs. [lɑ̃ʒɛ̃];
- realizarea lui /ɔ̃/ ca [ɑ̃]: content [kɑ̃tɑ̃] vs. [kɔ̃tɑ̃] „mulțumit”;
- pronunțarea consoanei finale în unele cuvinte în care în standard sunt numai scrise: cerf [sɛrf] vs. [sɛːʁ] „cerb”, bout [but] vs. [bu] „capăt”;
- realizarea lui /v/ ca [w]: voiture [watyːr] vs. [vwatyːʁ] „mașină”;
- accentuarea interjecțiilor pe prima silabă: L’engin ! ['lɔ̃ʒɛ̃].

#### Gramatică
- verbe la diateza activă în locul celei reflexive: baigner vs. se baigner „a se scălda”;
- frază exprimând obligația, necesitatea: c’est bon si + verb la indicativ vs. il faut que + verb la subjonctiv „trebuie/ar trebui să ...”;
- pronume personale întărite cu articol hotărât și cu autres: les nous autres vs. nous (autres) „noi”, les vous autres vs. vous (autres) „voi”.

#### Lexic
- cuvinte folosite cu sens arhaic: rester (în standard „a rămâne”) vs. habiter „a locui”;
- împrumuturi:
  - dintr-o limbă indoneziană: Cacane vs. Indonésien „indonezian” (persoană);
  - din limba tahitiană: aïta vs. mais non „ba nu”;
  - dintr-o limbă melaneziană: natcha ! – interjecție ce exprimă surprinderea;
  - din engleză: creek vs. ruisseau „pârâu”;
- calcuri: batterie (< engleză battery) vs. pile „element de baterie electrică”;
- formare de cuvinte:
  - derivare:
    - cu sufix: caillasser (< caillasse „piatră spartă” + -er) – a arunca pietre (în ceva);
    - parasintetică: débrousser (< dé- + brousse „pădure tropicală” + -er) – a curăța un teren;

  - compunere: corne-molle (literal „corn moale”) vs. hardon – cerb căruia tocmai i-au crescut coarnele;
  - apocopă: plonge vs. plongée (sous-marine) „scufundare (în mare)”;
  - telescopare: haussaire (< haut „înalt” + commissaire „comisar”) vs. haut commissaire „înalt comisar”;
- inovații frazeologice: coup de botte (literal „lovitură de cizmă”) vs. coup de pied „lovitură de picior”;
- inovații semantice:
  - metaforă: canon (în standard „tun”) vs. coup de poing „lovitură cu pumnul”;
  - antonomază: sao [< Sao (nume de marcă)] – biscuiți sărați importați din Australia;
  - extindere de sens: Cousin ! (în standard „văr”) – enunț de adresare familiar;
  - limitare de sens: crabe (în standard „crab”) – crab prins imediat după ce și-a dat jos carapacea și e încă moale;
- inovații pragmatice: vieux „bătrân” – în standard peiorativ, în Noua Caledonie meliorativ, implicând respectul; biquette (în Franța „căpriță”, în registrul familiar) vs. chèvre „capră” (de orice fel, în registrul curent).